# Piddig
Piddig là một đô thị hạng 4 ở tỉnh Ilocos Norte, Philippines. Theo điều tra dân số năm 2007, đô thị này có dân số 20.304 người trong 3.957 hộ.

## Các đơn vị hành chính
Piddig được chia ra 23 barangay.
| - Ab-abut - Abucay - Anao - Arua-ay - Bimmanga - Boyboy - Cabaroan - Calambeg - Callusa - Dupitac - Estancia - Gayamat | - Lagandit - Libnaoan - Loing - Maab-abaca - Mangitayag - Maruaya - San Antonio - Santa Maria - Sucsuquen - Tangaoan - Tonoton |